# NGC 2778
NGC 2778 ist eine elliptische Galaxie vom Hubble-Typ E3 im Sternbild Luchs am Nordsternhimmel. Sie ist schätzungsweise 90 Millionen Lichtjahre von der Milchstraße entfernt und hat einen Durchmesser von etwa 35.000 Lichtjahren. Sie bildet gemeinsam mit NGC 2779 und NGC 2780 das  wahrscheinlich gravitativ gebundenes Galaxientrio WBL 207.

Das Objekt wurde am 28. März 1786 von dem Astronomen William Herschel entdeckt.

## NGC 2778-Gruppe (LGG 171)
| Galaxie   | Alternativname | Entfernung / Mio. Lj |
| --------- | -------------- | -------------------- |
| NGC 2778  | PGC 25955      | 90                   |
| NGC 2780  | PGC 25967      | 88                   |
| PGC 25562 | UGC 4777       | 89                   |
| PGC 25919 | UGC 4834       | 91                   |